# Oedalea pennata
Oedalea pennata är en tvåvingeart som beskrevs av Gimmerthal 1842. Oedalea pennata ingår i släktet Oedalea och familjen puckeldansflugor. Inga underarter finns listade i Catalogue of Life.